# سيغولين رويال
ماري سيجولين رويال والمعروفة باسم سيغولين رويال (بالفرنسية: Ségolène Royal)، (ولدت في 22 سبتمبر 1953، داكار، السنغال، أفريقيا الغربية الفرنسية)، سياسية فرنسية، رئيسة المجلس الإقليمي لبواتو شارانت وعضو سابق في الجمعية الوطنية، كما كانت مرشحة الحزب الاشتراكي الفرنسي للانتخابات الرئاسية الفرنسية لسنة 2007، وكانت ستكون في حال نجاحها أول امرأة تتولى هذا المنصب في فرنسا، ولكنها خسرت الانتخابات أمام مرشح يمين الوسط نيكولا ساركوزي بعد أن حصدت 46.8% من الأصوات. أعلنت عن ترشحها للانتخابات الرئاسية الفرنسية سنة 2012.

## حياتها
لعبت طفولة رويال دوراً في تكوين شخصيتها. فقد أنجب والديها ثمانية أطفال خلال تسعة أعوام، هم : ماري-أوديت وماري-نيكول وجيرار وماري-سيجولين وأنطوان وبول وسيجيسبير. وكان والدها يردد دائماً «لدي خمسة أطفال وثلاث بنات». وكان لا يؤمن بحق البنات في التعليم، فقد كان يرى أنهن مرادفات للامتثال والطاعة والتزاوج (سيجولين لديها أربعة أطفال) من شريكها في الحزب الاشتراكي فرانسوا هولاند. وكان والد سيجولين رجلاً كاثوليكياً عسكريا، ويعد متعسفا بالمفاهيم الحديثة. فقد كان يسئ معاملة زوجته حتى تركت المنزل. ولكونها فتاة، اضطرت ماري-سيغولين أن تقاوم والدها لاستكمال تعليمها حتى التحقت بمعهد باريس للدراسات السياسية (Sciences Po). وفي عام 1972 م، عندما بلغت سيجولين عامها التاسع عشر، أقامت دعوى ضد والدها لرفضه طلاق والدتها ودفع النفقة ومصاريف دراسة الأبناء. وفازت بالحكم لصالحها بعد عدة سنوات قبل موت جاك رويال بسرطان الرئة عام 1983 م. رفض ستة من أبنائه الثمانية رؤيته مرة أخرى بإلحاح من سيغولين.
في سبتمبر عام 2006، صرح أخوها أنطوان رويال أن أخاه الملازم جيرار رويال، كان متورطاً في عملية زرع القنبلة التي أغرقت سفينة جرين بيس رينبو وريور بميناءأوكلاند في نيوزيلاند في العاشر من يوليو عام 1985, ومقتل المصور فرناندو بييرريرا.

## مرشحة للانتخابات الرئاسية الفرنسية في 2007
وفي الثاني العشرين من أبريل 2007 تأهلت للدورة الثانية للانتخابات الرئاسية الفرنسية برصيد 25 في المئة من الأصوات وواجهت في الدور الثاني بتاريخ 6 أيار/مايو 2007 نيكولا ساركوزي، ولكن كفة الناخبين رجحت للأخير بنسبة 53.2 % بينما أحرزت رويال 46.8 % من الأصوات فقط..

## وصلات خارجية
- سيغولين رويال على موقع IMDb (الإنجليزية)
- سيغولين رويال على موقع الموسوعة البريطانية (الإنجليزية)
- سيغولين رويال على موقع مونزينجر (الألمانية)
- سيغولين رويال على موقع إن إن دي بي (الإنجليزية)
- سيغولين رويال على موقع قاعدة بيانات الفيلم (الإنجليزية)

الحزب الاشتراكي الفرنسي